# 공주교통
공주교통(公州交通)은 충청남도 공주시의 시내버스 업체이며, 본사는 충청남도 공주시 산성시장5길 34-33 (웅진동)과 영업소는 충청남도 공주시 의당로 114-16 (월송동)에 있다.

## 역사
- 1981년 : 삼흥여객자동차(현 삼흥고속) 시내사업부에서 분리하여 시민교통으로 설립
- 2004년 : 부도
- 2006년 11월 26일 : 체불임금 해결을 요구하며 노동자들이 파업을 벌여 운행 중단, 이후 사태 수습 과정에서 전원 고용 승계 조건으로 삼흥고속이 인수
- 2010년 : 삼흥고속에서 분리 독립
- 2010년 11월 : 본사를 신관동 주공아파트 옆에서 현위치로 이전
- 2012년 6월 1일 : 무료 환승 제도 도입과 함께 버스 노선 번호 체계를 세자리로 변경
- 2018년 3월 12일 : 사명을 시민교통에서 공주교통으로 변경

## 운행 노선
2014년 12월 기준이다.
| 운행업체 | 보유 노선수 | 면허 대수 | 등록 대수 |
| -------- | ----------- | --------- | --------- |
| 시민교통 | 95          | 61        | 61        |

## 보유 차종
KGM커머셜
- C090
- 스마트 110

자일대우버스
- 레스타
- NEW BS090
- NEW BS106

현대자동차
- 그린시티
- 일렉시티